# Michaela Polleres
Michaela Polleres (ur. 15 lipca 1997) – austriacka judoczka. Srebrna medalistka olimpijska z Tokio 2020 i brązowa z Paryża 2024, w wadze średniej.
Brązowa medalistka mistrzostw świata w 2021 i 2023, piąta w 2019 i siódma w 2022; uczestniczka zawodów w 2018 i 2024. Startowała w Pucharze Świata w latach 2015-2019 i 2022. Brązowa medalistka mistrzostw Europy w 2018, a także igrzysk europejskich w drużynie w 2019. Wygrała wojskowe MŚ w 2021, a także igrzyska olimpijskie młodzieży w 2014 roku.

## Wyniki olimpijskie

### Letnie Igrzyska Olimpijskie 2020
| Konkurencja | Eliminacje             | Eliminacje             | Eliminacje            | Finały                  | Finały               | Klas. końcowa |
| Konkurencja | Przeciwnik I           | Przeciwnik II          | 1/4                   | 1/2                     | Finał                | Miejsce       |
| ----------- | ---------------------- | ---------------------- | --------------------- | ----------------------- | -------------------- | ------------- |
| 70 kg       | Megan Fletcher (IRL) Z | Kim Seong-yeon (KOR) Z | Barbara Matić (CRO) Z | Sanne van Dijke (NED) Z | Chizuru Arai (JPN) P | 2.            |

### Letnie Igrzyska Olimpijskie 2024
| Konkurencja | Eliminacje | Eliminacje                       | Eliminacje              | Finały                   | Finały             | Klas. końcowa |
| Konkurencja | I runda    | II runda                         | 1/4                     | 1/2                      | Walka o 3. miejsce | Miejsce       |
| ----------- | ---------- | -------------------------------- | ----------------------- | ------------------------ | ------------------ | ------------- |
| 70 kg       | wolny los  | Katie-Jemima Yeats-Brown (GBR) Z | Marie-Ève Gahié (FRA) Z | Miriam Butkereit (GER) P | Ai Tsunoda (ESP) Z | 3.            |